# Arrondissement Basse-Terre
Basse-Terre is een arrondissement van het Franse overzees departement Guadeloupe. De onderprefectuur is Basse-Terre.
Het andere arrondissement van Guadeloupe is arrondissement Pointe-à-Pitre.

## Kantons
Het arrondissement is samengesteld uit de volgende kantons:
- Kanton Baie-Mahault
- Kanton Basse-Terre-1
- Kanton Basse-Terre-2
- Kanton Bouillante
- Kanton Capesterre-Belle-Eau-1
- Kanton Capesterre-Belle-Eau-2
- Kanton Gourbeyre
- Kanton Goyave
- Kanton Petit-Bourg
- Kanton Lamentin
- Kanton Pointe-Noire
- Kanton Saint-Claude
- Kanton Sainte-Rose-1
- Kanton Sainte-Rose-2
- Kanton Les Saintes
- Kanton Trois-Rivières
- Kanton Vieux-Habitants